# Martin Sludds
Martin Sludds (9 mei 1960) is een golfprofessional uit Ierland.
Sludds heeft eind 80'er jaren op de Europese PGA Tour gespeeld. Zijn coach was Nick Bradley, die nu ook spelers als Philip Golding en Justin Rose begeleidt. Hij geeft les op de Enniscorthy Golf Club.

## Erelijst
- 1982: Lytham Trophy
- 1984: Iers PGA Kampioenschap op de Skerries Golf Club
- 1993: Iers PGA Kampioenschap op The K Club
- 1994: Manx Golf Classic